# Jacopo Rizza
Jacopo Rizza (Firenze, 18 settembre 1916 – ...) è stato un giornalista italiano, divenuto celebre per avere intervistato Salvatore Giuliano il 17 novembre 1949.

## Biografia
Fra le testate per le quali ha lavorato Rizza si ricorda Il Giornale d'Italia, per il quale è stato anche inviato di guerra, con la rivista Oggi, con il cinegiornale "la settimana Incom"; il giornalista ha anche collaborato a scrivere programmi per la radio e la televisione come Hallo London con Renato Rascel nel 1964, Qui Stoccolma-Vi parla Raimondo Vianello nel 1965, Gli ultimi cento secondi condotto da Ric e Gian nel 1972, Il mangianote condotto dal Quartetto Cetra nel 1974 e due programmi condotti nel 1975 da Pippo Baudo: Spaccaquindici e la trasmissione abbinata alla Lotteria di Capodanno, che sostituì Canzonissima, Un colpo di fortuna. Nel 1980 scrisse Buonasera con..., coadiuvato da Alberto Lupo. In seguito collaborò a scrivere una lunga serie di programmi condotti da Corrado, ossia Corradodue (1980-1981), Il pranzo è servito (1982-1990), Ciao gente! (1983-1984), Buona Domenica (1985) e La Corrida, quest'ultima nella prima edizione televisiva (1986).

### Vita privata
Jacopo Rizza si è sposato due volte: la prima con Anna Vallecchi, da cui ha avuto 2 figlie (Cristiana e Patrizia), la seconda volta con Gisella Sofio, dalla quale non ha avuto figli.